# Pizza Hut
Пица хат (енгл. Pizza Hut) ланац је ресторана брзе хране.
Основан је 1958. у Канзасу. Први ресторани у Србији отворени су 2002. у Београду. Од два отворена ресторана, ресторан у центру града због лошег пословања је 2013. затворен. Убрзо након тога, затворен је и последњи ресторан ове компаније који се налазио на Новом Београду.

## Историја
Пица хат су 15. јуна 1958. године основала два брата, Ден и Френк Царни, обојица студенти универзитета Вичита. Локација ресторана била је у њиховом родном граду Вичити, у држави Канзас. Шест месеци касније отворили су другу пословницу и у року од годину дана имали су шест ресторана Пица хат. Браћа су започела франшизинг 1959. године. Култни стил зграде Пица хат дизајнирао је 1963. године чикашки архитекта Џорџ Линдстром [5], а имплементиран је 1969. Пепси је купио Пица хат у новембру 1977. године. Двадесет година касније, Пица хат (заједно са Тацо Белл и Кентуцки Фриед Цхицкен) издвојио се од ПепсиЦо 30. маја 1997. године, а сва три ланца ресторана постала су део нове компаније под називом Трицон Глобал Рестаурантс, Инц. Компанија је преузела име Иум! Брендови 22. маја 2002.
Дана 7. августа 2019. Пица Хут је објавио намеру да затвори око 500 од својих 7 496 ресторана у САД до средине 2021. године.

## Реаференце
1. ↑  „Pizza Hut Inc | Encyclopedia.com”. www.encyclopedia.com. Приступљено 2021-06-17.
2. ↑  „Oddly captivating photos show what happened to all those Pizza Hut restaurants”. Washington Post (на језику: енглески). ISSN 0190-8286. Приступљено 2021-06-17.
3. ↑  Editorial, Reuters. „YUM - Yum! Brands, Inc. Profile | Reuters”. www.reuters.comundefined (на језику: енглески). Приступљено 2021-06-17.[мртва веза]
4. ↑  Facebook; Twitter; options, Show more sharing; Facebook; Twitter; LinkedIn; Email; URLCopied!, Copy Link; Print (1997-08-01). „Taco Bell's Parent to Be Based in Louisville, Ky.”. Los Angeles Times (на језику: енглески). Приступљено 2021-06-17.
5. ↑  „Pizza Hut is closing hundreds of its dine-in restaurants”. TODAY.com (на језику: енглески). Приступљено 2021-06-17.